# Dolany nad Vltavou
Dolany nad Vltavou (até 2016 Dolany) é uma comuna checa localizada na região da Boêmia Central, distrito de Mělník.